# Heterocallia basharica
Heterocallia basharica là một loài bướm đêm trong họ Geometridae.